# Unité urbaine de Bordeaux
L'unité urbaine de Bordeaux désigne, selon l'Insee, l'ensemble des communes ayant une continuité de bâti autour de la ville de Bordeaux. Cette unité urbaine, ou agglomération dans le langage courant, regroupe 1 022 534 habitants dans 73 communes sur une superficie de 1287,30 km². Elle est la 6e agglomération la plus peuplée de France.

## Données globales
Selon les données de l'INSEE établies sur le zonage effectué en 2010, l'unité urbaine de Bordeaux regroupait 64 communes qui s'étendaient sur 1 172,80 km2 rassemblant au recensement de 2016, 916 569 habitants.
Par rapport à l'ancien zonage de 1999, elle gagne treize communes, ce qui la fait passer de 51 communes (en 1999) à 64 depuis la dernière délimitation effectuée par l'INSEE en 2010.
L'unité urbaine de Bordeaux se situait au 7e rang national en 2015, position qu'elle occupait déjà en 1999, se classant après Paris, Lyon (2e rang national), Marseille-Aix-en-Provence (3e rang national), Lille (4e rang national), Toulouse (5e rang national) et Nice (6e rang national).
Avec le nouveau zonage de 2020 elle gagne une place et se situe au 6e rang national avec 1 022 534 habitants en 2022, en devançant Nice.
L'unité urbaine de Bordeaux forme un pôle urbain de l'aire urbaine de Bordeaux.

## Les données démographiques de l'unité urbaine de Bordeaux zonage de 2020
En 2020, l'Insee définit un nouveau zonage des unités urbaines. La nouvelle unité urbaine de Bordeaux comprend désormais 73 communes soit 9 communes des plus qu'en 2010, se décomposant en : 64 communes de l'ancienne unité urbaine de Bordeaux, 7 de l'ancienne unité urbaine de Saint-André-de-Cubzac, ainsi que les communes de Beychac-et-Caillau et Sadirac.

### Liste des 73 communes zonage de 2020 de l'unité urbaine de Bordeaux
| Nom                       | Code Insee | Département | Statut       | Superficie (km2) | Population (dernière pop. légale) | Densité (hab./km2) | Modifier                                    |
| ------------------------- | ---------- | ----------- | ------------ | ---------------- | --------------------------------- | ------------------ | ------------------------------------------- |
| Bordeaux (ville-centre)   | 33063      | Gironde     | ville-centre | 49,36            | 265 328 (2022)                    | 5 375              | modifier les données · modifier les données |
| Ambarès-et-Lagrave        | 33003      | Gironde     | banlieue     | 24,76            | 17 298 (2022)                     | 699                | modifier les données · modifier les données |
| Artigues-près-Bordeaux    | 33013      | Gironde     | banlieue     | 7,28             | 8 623 (2022)                      | 1 184              | modifier les données · modifier les données |
| Arveyres                  | 33015      | Gironde     | banlieue     | 17,27            | 2 058 (2022)                      | 119                | modifier les données · modifier les données |
| Bassens                   | 33032      | Gironde     | banlieue     | 10,28            | 8 132 (2022)                      | 791                | modifier les données · modifier les données |
| Baurech                   | 33033      | Gironde     | banlieue     | 7,68             | 936 (2022)                        | 122                | modifier les données · modifier les données |
| Bègles                    | 33039      | Gironde     | banlieue     | 9,96             | 30 968 (2022)                     | 3 109              | modifier les données · modifier les données |
| Beychac-et-Caillau        | 33049      | Gironde     | banlieue     | 15,62            | 2 608 (2022)                      | 167                | modifier les données · modifier les données |
| Blanquefort               | 33056      | Gironde     | banlieue     | 33,72            | 16 786 (2022)                     | 498                | modifier les données · modifier les données |
| Bonnetan                  | 33061      | Gironde     | banlieue     | 4,29             | 1 048 (2022)                      | 244                | modifier les données · modifier les données |
| Bouliac                   | 33065      | Gironde     | banlieue     | 7,48             | 3 806 (2022)                      | 509                | modifier les données · modifier les données |
| Le Bouscat                | 33069      | Gironde     | banlieue     | 5,28             | 24 262 (2022)                     | 4 595              | modifier les données · modifier les données |
| Bruges                    | 33075      | Gironde     | banlieue     | 14,22            | 20 382 (2022)                     | 1 433              | modifier les données · modifier les données |
| Cadarsac                  | 33079      | Gironde     | banlieue     | 2,28             | 345 (2022)                        | 151                | modifier les données · modifier les données |
| Cadaujac                  | 33080      | Gironde     | banlieue     | 15,33            | 6 784 (2022)                      | 443                | modifier les données · modifier les données |
| Cambes                    | 33084      | Gironde     | banlieue     | 5,34             | 1 853 (2022)                      | 347                | modifier les données · modifier les données |
| Camblanes-et-Meynac       | 33085      | Gironde     | banlieue     | 8,68             | 3 145 (2022)                      | 362                | modifier les données · modifier les données |
| Canéjan                   | 33090      | Gironde     | banlieue     | 12,00            | 5 836 (2022)                      | 486                | modifier les données · modifier les données |
| Carbon-Blanc              | 33096      | Gironde     | banlieue     | 3,86             | 8 342 (2022)                      | 2 161              | modifier les données · modifier les données |
| Carignan-de-Bordeaux      | 33099      | Gironde     | banlieue     | 8,78             | 4 312 (2022)                      | 491                | modifier les données · modifier les données |
| Cénac                     | 33118      | Gironde     | banlieue     | 7,50             | 2 151 (2022)                      | 287                | modifier les données · modifier les données |
| Cenon                     | 33119      | Gironde     | banlieue     | 5,52             | 26 784 (2022)                     | 4 852              | modifier les données · modifier les données |
| Cestas                    | 33122      | Gironde     | banlieue     | 99,57            | 16 757 (2022)                     | 168                | modifier les données · modifier les données |
| Cubzac-les-Ponts          | 33143      | Gironde     | banlieue     | 8,92             | 2 637 (2022)                      | 296                | modifier les données · modifier les données |
| Eysines                   | 33162      | Gironde     | banlieue     | 12,01            | 24 436 (2022)                     | 2 035              | modifier les données · modifier les données |
| Fargues-Saint-Hilaire     | 33165      | Gironde     | banlieue     | 7,02             | 3 504 (2022)                      | 499                | modifier les données · modifier les données |
| Floirac                   | 33167      | Gironde     | banlieue     | 8,67             | 17 939 (2022)                     | 2 069              | modifier les données · modifier les données |
| Gradignan                 | 33192      | Gironde     | banlieue     | 15,77            | 26 186 (2022)                     | 1 660              | modifier les données · modifier les données |
| Le Haillan                | 33200      | Gironde     | banlieue     | 9,26             | 11 499 (2022)                     | 1 242              | modifier les données · modifier les données |
| Izon                      | 33207      | Gironde     | banlieue     | 15,59            | 6 347 (2022)                      | 407                | modifier les données · modifier les données |
| Langoiran                 | 33226      | Gironde     | banlieue     | 10,14            | 2 210 (2022)                      | 218                | modifier les données · modifier les données |
| Latresne                  | 33234      | Gironde     | banlieue     | 10,39            | 3 699 (2022)                      | 356                | modifier les données · modifier les données |
| Léognan                   | 33238      | Gironde     | banlieue     | 41,43            | 10 723 (2022)                     | 259                | modifier les données · modifier les données |
| Lestiac-sur-Garonne       | 33241      | Gironde     | banlieue     | 2,98             | 590 (2022)                        | 198                | modifier les données · modifier les données |
| Lignan-de-Bordeaux        | 33245      | Gironde     | banlieue     | 8,94             | 834 (2022)                        | 93                 | modifier les données · modifier les données |
| Lormont                   | 33249      | Gironde     | banlieue     | 7,36             | 24 654 (2022)                     | 3 350              | modifier les données · modifier les données |
| Martignas-sur-Jalle       | 33273      | Gironde     | banlieue     | 26,39            | 7 959 (2022)                      | 302                | modifier les données · modifier les données |
| Martillac                 | 33274      | Gironde     | banlieue     | 17,09            | 3 581 (2022)                      | 210                | modifier les données · modifier les données |
| Mérignac                  | 33281      | Gironde     | banlieue     | 48,17            | 77 136 (2022)                     | 1 601              | modifier les données · modifier les données |
| Montussan                 | 33293      | Gironde     | banlieue     | 8,30             | 3 506 (2022)                      | 422                | modifier les données · modifier les données |
| Nérigean                  | 33303      | Gironde     | banlieue     | 9,98             | 838 (2022)                        | 84                 | modifier les données · modifier les données |
| Paillet                   | 33311      | Gironde     | banlieue     | 2,48             | 1 192 (2022)                      | 481                | modifier les données · modifier les données |
| Parempuyre                | 33312      | Gironde     | banlieue     | 21,80            | 10 407 (2022)                     | 477                | modifier les données · modifier les données |
| Pessac                    | 33318      | Gironde     | banlieue     | 38,82            | 66 874 (2022)                     | 1 723              | modifier les données · modifier les données |
| Le Pian-Médoc             | 33322      | Gironde     | banlieue     | 30,12            | 7 198 (2022)                      | 239                | modifier les données · modifier les données |
| Pompignac                 | 33330      | Gironde     | banlieue     | 11,62            | 3 485 (2022)                      | 300                | modifier les données · modifier les données |
| Prignac-et-Marcamps       | 33339      | Gironde     | banlieue     | 9,66             | 1 457 (2022)                      | 151                | modifier les données · modifier les données |
| Quinsac                   | 33349      | Gironde     | banlieue     | 8,14             | 2 216 (2022)                      | 272                | modifier les données · modifier les données |
| Sadirac                   | 33363      | Gironde     | banlieue     | 19,11            | 4 718 (2022)                      | 247                | modifier les données · modifier les données |
| Saint-André-de-Cubzac     | 33366      | Gironde     | banlieue     | 23,15            | 12 786 (2022)                     | 552                | modifier les données · modifier les données |
| Saint-Aubin-de-Médoc      | 33376      | Gironde     | banlieue     | 34,72            | 7 764 (2022)                      | 224                | modifier les données · modifier les données |

Agglomérations de plus de 100000 habitants en France en 2022.

| Saint-Caprais-de-Bordeaux | 33381      | Gironde     | banlieue     | 10,26            | 3 460 (2022)                      | 337                | modifier les données · modifier les données |
| Sainte-Eulalie            | 33397      | Gironde     | banlieue     | 9,06             | 4 922 (2022)                      | 543                | modifier les données · modifier les données |
| Saint-Gervais             | 33415      | Gironde     | banlieue     | 5,58             | 1 981 (2022)                      | 355                | modifier les données · modifier les données |
| Saint-Jean-d'Illac        | 33422      | Gironde     | banlieue     | 120,58           | 9 702 (2022)                      | 80                 | modifier les données · modifier les données |
| Saint-Laurent-d'Arce      | 33425      | Gironde     | banlieue     | 8,07             | 1 553 (2022)                      | 192                | modifier les données · modifier les données |
| Saint-Loubès              | 33433      | Gironde     | banlieue     | 25,07            | 10 057 (2022)                     | 401                | modifier les données · modifier les données |
| Saint-Médard-d'Eyrans     | 33448      | Gironde     | banlieue     | 12,72            | 3 361 (2022)                      | 264                | modifier les données · modifier les données |
| Saint-Médard-en-Jalles    | 33449      | Gironde     | banlieue     | 85,28            | 32 749 (2022)                     | 384                | modifier les données · modifier les données |
| Saint-Quentin-de-Baron    | 33466      | Gironde     | banlieue     | 8,69             | 2 704 (2022)                      | 311                | modifier les données · modifier les données |
| Saint-Sulpice-et-Cameyrac | 33483      | Gironde     | banlieue     | 15,04            | 4 879 (2022)                      | 324                | modifier les données · modifier les données |
| Saint-Vincent-de-Paul     | 33487      | Gironde     | banlieue     | 13,88            | 1 016 (2022)                      | 73                 | modifier les données · modifier les données |
| Sallebœuf                 | 33496      | Gironde     | banlieue     | 14,80            | 2 771 (2022)                      | 187                | modifier les données · modifier les données |
| Tabanac                   | 33518      | Gironde     | banlieue     | 8,00             | 1 074 (2022)                      | 134                | modifier les données · modifier les données |
| Le Taillan-Médoc          | 33519      | Gironde     | banlieue     | 15,16            | 10 966 (2022)                     | 723                | modifier les données · modifier les données |
| Talence                   | 33522      | Gironde     | banlieue     | 8,35             | 45 869 (2022)                     | 5 493              | modifier les données · modifier les données |
| Le Tourne                 | 33534      | Gironde     | banlieue     | 2,53             | 836 (2022)                        | 330                | modifier les données · modifier les données |
| Tresses                   | 33535      | Gironde     | banlieue     | 11,54            | 5 188 (2022)                      | 450                | modifier les données · modifier les données |
| Val de Virvée             | 33018      | Gironde     | banlieue     | 20,79            | 3 744 (2022)                      | 180                | modifier les données · modifier les données |
| Vayres                    | 33539      | Gironde     | banlieue     | 14,46            | 4 414 (2022)                      | 305                | modifier les données · modifier les données |
| Villenave-d'Ornon         | 33550      | Gironde     | banlieue     | 21,26            | 42 185 (2022)                     | 1 984              | modifier les données · modifier les données |
| Virsac                    | 33553      | Gironde     | banlieue     | 3,60             | 1 283 (2022)                      | 356                | modifier les données · modifier les données |
| Yvrac                     | 33554      | Gironde     | banlieue     | 8,48             | 2 901 (2022)                      | 342                | modifier les données · modifier les données |

### Évolution démographique
L'évolution démographique ci-dessous concerne l'unité urbaine selon la délimitation de 2020.
| 1968    | 1975    | 1982    | 1990    | 1999    | 2006    | 2011    | 2016    | 2022      |
| ------- | ------- | ------- | ------- | ------- | ------- | ------- | ------- | --------- |
| 610 037 | 660 568 | 693 074 | 750 855 | 794 294 | 848 457 | 877 222 | 945 748 | 1 022 534 |